# Universitair Medisch Centrum Utrecht

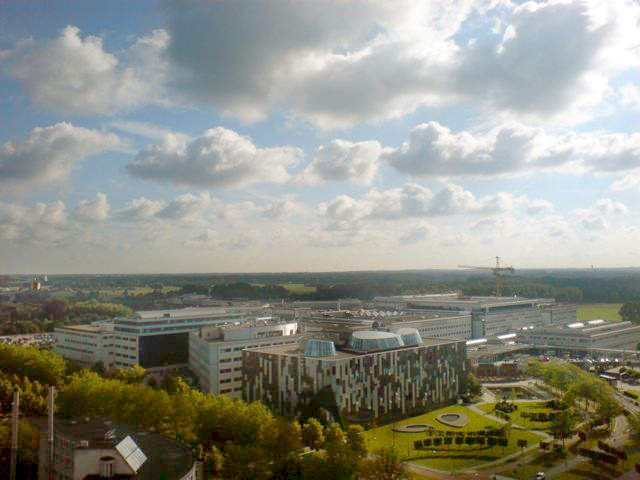
UMC Utrecht vanuit het zuidwesten

Het Universitair Medisch Centrum Utrecht, afgekort UMC Utrecht, is het academische ziekenhuis dat verbonden is aan de Universiteit Utrecht. Het is in 1999 ontstaan uit de samenvoeging van de onderdelen Academisch Ziekenhuis Utrecht (AZU), het Wilhelmina Kinderziekenhuis (WKZ), het Ooglijdersgasthuis (OLGH), de Bijzondere Tandheelkunde van de faculteit Tandheelkunde, en de Medische faculteit van de Universiteit Utrecht (MFU). Het op de bovenste etage van het ziekenhuis gevestigde slaapcentrum, is een baanbrekende afdeling op het gebied van de behandeling van slaapapneu.
Het UMC Utrecht heeft ruim 1000 bedden en meer dan 12000 medewerkers. De onderdelen bevinden zich in verschillende gebouwen op universiteitscentrum Utrecht Science Park. Met het Centraal Militair Hospitaal (CMH) dat zich in hetzelfde pand bevindt als het AZU wordt veel samengewerkt. Verder is bloedbank Sanquin in het complex gevestigd.
Het ziekenhuis is een van de elf traumacentra in Nederland en beschikt over een Mobiel Medisch Team.

## Geschiedenis
Het ziekenhuis werd in 1872 geopend en werd vanaf 1924 Stads- en Academisch Ziekenhuis Utrecht, afgekort SAZU, genoemd. Het was het eerste academische ziekenhuis in Nederland en bevond zich aan de Catharijnesingel. De huisvesting van het AZU werd in de jaren 70 van de 20e eeuw te klein en midden jaren 80 verhuisde het daarom naar een nieuwbouwcomplex in De Uithof, tegenwoordig het Utrecht Science Park, waar het zich nog bevindt. De meeste gebouwen van het oude AZU zijn gesloopt en vervangen door woningen. De enkele gebouwen die er nog staan, waaronder het opvallende hoofdgebouw, zijn omgebouwd tot appartementen.
Het Wilhelmina Kinderziekenhuis werd in 1888 aan de Nieuwegracht geopend. Het WKZ bleef tot 1999 op deze plaats operationeel, maar verhuisde in dat jaar naar nieuwbouw in De Uithof, naast het AZU. De gebouwen zijn verbonden middels een tunnel. De bloedbank, die zich voorheen op de Rubenslaan bevond, kreeg ook in de nieuwbouw een plaats . De panden aan de Nieuwegracht zijn deels gesloopt, deels verbouwd tot appartementen.
Het UMC Utrecht is in 1999 uit een fusie van het AZU en het WKZ met de MFU ontstaan. Het maakt deel uit van Nederlandse Federatie van Universitair Medische Centra en is sinds januari 2020 partner in het landelijke Exposome-NL consortium dat samenwerkt op het gebied van exposoom onderzoek.

## Centra
- Hersencentrum
- Centrum voor immuunziekten
- Hart- en vaatcentrum
- Kanker Centrum
- Regeneratieve geneeskunde en stamcellen
- Julius Centrum voor Gezondheidswetenschappen
- Wilhelmina Kinderziekenhuis (WKZ)
- Biomedische Genetica
- Radiotherapie
- Traumacentrum
- Nationaal Vergiftigingen Informatie Centrum (NVIC)
- Calamiteitenhospitaal

Amsterdam UMC·
Erasmus MC ·
Leids Universitair Medisch Centrum (LUMC) ·
Maastricht UMC+ (MUMC+) ·

Radboudumc ·
Universitair Medisch Centrum Groningen (UMCG) ·
Universitair Medisch Centrum Utrecht (UMCU)
Hedendaags:
Diakonessenhuis ·
Prinses Máxima Centrum  ·
St. Antonius Ziekenhuis (Utrecht) ·
Universitair Medisch Centrum Utrecht

Niet meer bestaand:
Academisch Ziekenhuis Utrecht ·
Amaliastichting ·
Catharijnegasthuis ·
Centraal Militair Hospitaal ·
Emmakliniek ·
Kraamkliniek Huize Ooievaar ·
Leeuwenbergh Gasthuis ·
Mesos Medisch Centrum ·
Ooglijdersgasthuis ·
Stads- en Academisch Ziekenhuis Utrecht ·
Sint Antonius Ziekenhuis (voormalig) ·
St. Joannes de Deo Ziekenhuis ·
Wilhelmina Kinderziekenhuis ·
Ziekenhuis Oudenrijn · 
Ziekenhuis Overvecht